# Недобоївці
Недобо́ївці — центр Недобоївської сільської громади Дністровського району Чернівецької області України.

## Географія
Буковинське село Недобоївці розташоване в південно-західній частині України, за 48 кілометрів від Чернівців, за 15 кілометрів від Хотина та за 39 кілометрів міста Кам'янець-Подільський. Через село проходить автошлях національного значення Н03 Житомир — Чернівці. Межує із селами: Владична, Чепоноси, Рукшин, Долиняни, Ставчани. 

## Історія
Перша згадка про село, а саме грамота пана Недоби, датується 1572 роком. Саме цю дату взято за час заснування села Недобоївці. Назва села походить від прізвища Недоба — власника земельних володінь, на яких поселилися перші жителі..
Протягом майже 300 років Недобоївці переходили від одного поміщика до іншого. У грамотах за 1629, 1630 і 1632 рр. зазначено, що село було власністю поміщика М.Катарджі. Тривалий час поселення було дуже малим— налічувало до десяти дворів. 
Розташоване на шляху, котрим проходили війська різних країн, село зазнавало спустошень. Чимало лиха завдала йому російсько-турецька війна (1735—1739 рр.), особливо напередодні і під час Ставчанської битви (серпень 1739 рік). Турецька армія під командуванням сераскера Валі-паші завдала поселенню великих руйнувань, пограбувала населення.
Чужоземний гніт гальмував зростання Недобоївців. Розвиток села дещо прискорився лише після приєднання Хотинського повіту до Росії в 1812 році за Бухарестським мирним договором. Сталися зміни в його економіці, почало збільшуватися населення. Крім зернових культур, селяни вирощували й технічні: аніс, цукрові буряки; розводили велику рогату худобу, розвивали вівчарство. Але більшість населення задихалося від безземелля і змушена була орендувати землю навіть по навколишніх селах; половину волів і корів віддавати на випас до поміщиків.
За даними на 1859 рік у власницькому селі Недобоуці Хотинського повіту Бессарабської губернії, мешкало 959 осіб (385 чоловічої статі та 574 — жіночої), налічувалось 209 дворових господарств, існувала православна церква.
Станом на 1886 рік у власницькому селі Недобоуці Рукшинської волості мешкало 1432 осіб, налічувалось 304 дворових господарства, існувала православна церква.
В першій половині 19 ст. Недобоївці належали поміщику Баяшу. Село мало 950 га сільсько-господарських угідь. Більшість селянських наділів становили від 0,5 до 2,5 га. В 1886 році поміщикові належало 667 десятин, а всі селяни мали лише 1273 десятини. 1900 року співвідношення в розподілі землі стало ще більш несправедливим. Поміщик уже володів 1150 га, а селяни — лише 833. В його господарстві були паровий і водяний млин, молотарка, винокурня, а також млин у Хотині.
Подальший розвиток капіталістичних відносин у сільському господарстві сприяв збільшенню кількості господарств, які почали вирощувати технічні культури. У 1883—1884 рр., крім поміщика, цукрові буряки і аніс сіяли 225 селянських дворів, 166 господарств мали сади, продукція яких ішла на ринок. Це розширило торгові зв'язки села не тільки з місцевим ринком, а й Подільською губернією і навіть з Австрією. На початку XX століття Недобоївці помітно зростають. 1904 року в селі налічувалося 392 двори, а в 1910 році −516, у яких мешкало 2407 чоловік.
У Недобоївцях з 1881 року існувала школа (вірніше, кімната в селянській хаті), де працював один учитель. 1884 року тут навчалося лише 13 учнів. Майже 97 процентів дітей залишилося поза школою. Тому -то в селі було тільки 17 чоловік, що вміли читати й писати. Зате було виділено потрібні кошти на спорудження кам'яної церкви, двох корчем.
У квітні 1907 року селяни напали на маєток поміщика Шора, забрали у нього зерно, почали ділити землю. А коли влітку 1907 року застрайкували робітники Зарожанської цукроварні, вимагаючи підвищення заробітної плати й скорочення робочого дня, то мешканці Недобоївців підтримали їх. Викликані з міста Хотина драгуни оточили селян, коли вони ділили землю. Керівника виступу та 37 найактивніших учасників було заарештовано і ув'язнено в м. Хотині.
У листопаді 1918 року село окупували війська королівської Румунії. Інтервенти запровадили режим нестерпного гніту. Селяни Недобоївець брали активну участь в Хотинському повстанні 1919 року. Підпільний революційний комітет організував загін в кількості 450 чоловік, який вирушив на допомогу Хотинцям.
Відступаючи під натиском повстанців з Хотина, румунські війська у січні проходили через Недобоївці. Розлючені солдати підпалювали хати, грабували і вбивали селян. За один день в селі було вбито 53 чоловіка. Жертвами звірячих розправ родини Ватаманюків (4 чоловіка), І.Манюк, В.Софонюк. Акт про ці злочини було підписано комісією, у яку входили член Хотинської повітової земельної управи Є.Бояркін, мировий суддя П.Воскресенський, представник англійської військової місії, старший лейтенант британського флоту М.Мак Лорен.
Після поразки повстання окупанти жорстоко розправилися з населенням Недобоївців. Вони по-звірячому вбили понад 200 чоловік, спалили половину села. Багато селян перейшло через Дністер на Поділля.
Окупанти запровадили в селі жорстокий режим насилля й терору. Загарбники поставили собі за мету румунізувати населення. Вони заборонили розмовляти українською мовою в усіх офіційних закладах. У школі навчання велося тільки румунською мовою. Службовців, що не знали румунської мови, звільняли з роботи. Згідно з положенням про аграрну реформу, земельний наділ міг одержати українець при умові, що він водночас дістане й румунське підданство. В разі відмови наділ відбирали. В Недобоївцях було 19 таких родин.
День визволення від румунського панування (28 червня 1940 року) став великою радістю для селян.
У селі почали працювати клуб, бібліотека, амбулаторія, акушерський пункт, споживча кооперація. 16 вересня 1940 року вперше відкрила свої двері початкова школа з українською мовою навчання. 1940/41 навчального року здобувало освіту 175 учнів, працювало 4 вчителі.
6 липня 1941 року німецько-румунські війська захопили Недобоївці. Недобоївчани брали участь у партизанському загоні, очолюваному П. Ф. Горчаком.
30 березня 1944 року частини 1318 -го стрілецького полку 163-ї стрілецької дивізії визволили село. В перші ж дні 412 уродженців села стали воїнами Червоної Армії. 38 чоловік було нагороджено бойовими орденами й медалями. Смертю хоробрих на фронтах загинуло 163 чоловіка. В центрі села встановлено пам'ятник воїнам — визволителям.
У селі працюють павільйон побутового обслуговування, універмаг, їдальня. В 1965 році село підключено до державної електромережі.
Поліпшується медичне обслуговування населення. В Недобоївцях з'являється пологовий будинок, амбулаторія. В 1949 році відкрито середню школу.
З 24 серпня 1991 року село входить до складу незалежної України.
У рамках адміністративно-територіальної реформи 2015 року шляхом об'єднання сільських рад, село Недобоївці стало адміністративним центром Недобоївської сільської громади.

## Населення

### Мова
Розподіл населення за рідною мовою за даними перепису 2001 року:
| Мова            | Кількість | Відсоток |
| --------------- | --------- | -------- |
| українська      | 3136      | 98.99%   |
| російська       | 23        | 0.73%    |
| румунська       | 6         | 0.19%    |
| білоруська      | 1         | 0.03%    |
| інші/не вказали | 2         | 0.06%    |
| Усього          | 3168      | 100%     |

## Транспортна інфраструктура
Стає актуальним будівництво об'їзної дороги в обхід села Недобоївці, наприклад південними околицями поселення, так як станом на даний час автошлях Н03 проходить селом. Через значну кількість транзитного транспорту, особливо вантажних авто, руйнуються будівлі, строюється вібрація та значний шум, також нерідко трапляються ДТП.

## Соціальна інфраструктура
На території громади розміщені і функціонують:
- Недобоївський ліцей ім.Г.П.Томіна.
- Дошкільний дитячий навчальний заклад.
- Сільська лікарська амбулаторія.
- Сільський будинок культури.
- Товариство з обмеженою відповідальністю «Буковина».

## Символіка
Територіальна громада села Недобоївці має власну символіку (герб, прапор), яка відображає її історичні, культурні, соціально-економічні та інші місцеві особливості та традиції.
Основою герба є щит заокругленої форми білого кольору, який символізує добро, злагоду га світле майбутнє. У середині щита розміщений малий щит, що символізує овіяну героїчними подіями історію села. У нижній частині малого щита розмішений кам'яний мур жовтого кольору, який символізує оберіг, захист та спокій життя людей. У верхній частині малого щита розміщений вітряк на блакитному фоні, який є символом — багатства, достатку, добробуту. У центрі герба зазначена дата 1572 р. заснування села Недобоївці.
Прапор села Недобоївці являє собою полотнище зі співвідношенням сторін 1:2 на зеленому тлі якого розташований щит у нижній частині якого розміщений кам'яний мур жовтого кольору, а в верхній-розміщений вітряк на блакитному фоні.

## Джерело
- Погода в селі Недобоївці [Архівовано 8 жовтня 2008 у Wayback Machine.]